# Gerdius octonarius
Gerdius octonarius là một loài tò vò trong họ Ichneumonidae.